# V2 Records

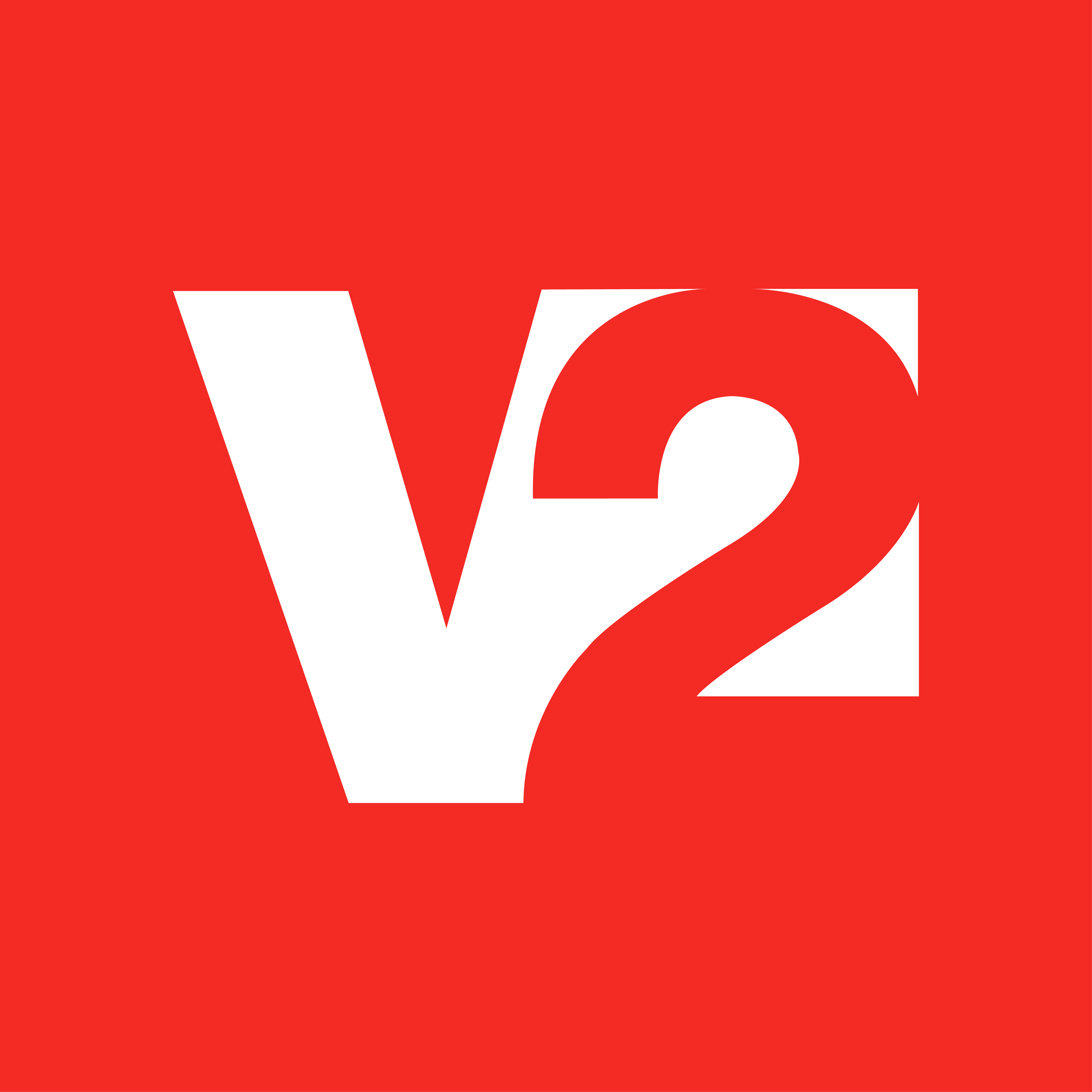

V2 Records (of V2 Music) (V2 is een afkorting van Virgin 2), is een platenlabel opgericht in 1996 door Richard Branson, vijf jaar nadat hij zijn eerste platenmaatschappij, Virgin Records, aan EMI had verkocht. V2 Records was onderdeel van de V2 Music Group met kantoren in de Verenigde Staten, Verenigd Koninkrijk, Scandinavië, Duitsland, Frankrijk, Italië en de Benelux.
In februari 2007 nam de directie van V2 Records Benelux, Chris Boog en Tom Willinck, de Benelux-tak over door middel van een managementbuy-out samen met Bertus Distributie, onderdeel van de Artone Group. Onder de groep vallen onder andere V2 Records Benelux, Bertus Distributie, Townsend Music en Record Industry.
In oktober 2007 werd het resterende deel van V2 Music Group voor zeven miljoen pond verkocht aan Universal Music Group. In februari 2013 werd dit deel voor vijfhonderdduizend pond verkocht aan PIAS.